# سيينسيانو
سيينسيانو (Cienciano) هو نادي كرة قدم من مدينة كوزكو، في البيرو. تأسس عام 1901، وقد كان الفريق الممثل لكلية العلوم بجامعة كوزكو، حيث تعني كلمة سيينسيانو في اللغة الإسبانية «العلوم». حصل النادي على سمعة جيدة بعد تغلبه على نادي ريفر بليت الأرجنتيني في نهائي كأس سود أمريكانا عام 2003. كما شارك في كأس ليبرتادوريس عدة مرات.

## إنجازات الفريق
- كأس سود أمريكانا: 2003
- ريكوبا سود أمريكانا: 2004
- دوري بيرو Clausura (الاختتام): 2001
- دوري بيرو Apertura (الافتتاح): 2005

## وصلات خارجية
- الموقع الرسمي